# St. Laurentius (Gündelbach)

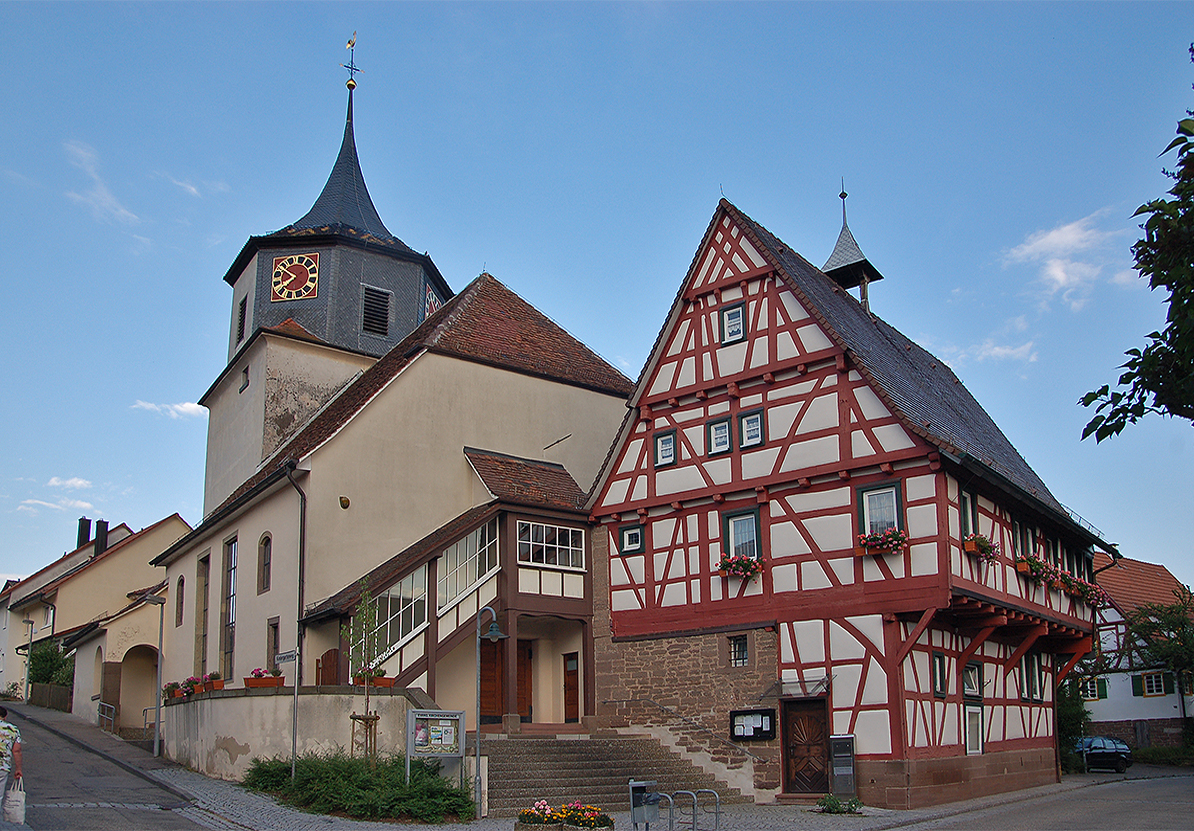
St. Laurentius in Gündelbach

Die evangelische Pfarrkirche St. Laurentius ist ein geschütztes Kulturdenkmal nach dem Denkmalschutzgesetz. Sie steht in Gündelbach, einem Stadtteil der Großen Kreisstadt Vaihingen an der Enz im Landkreis Ludwigsburg in Baden-Württemberg. Die Kirchengemeinde gehört zum Kirchenbezirk Vaihingen-Ditzingen der Evangelischen Landeskirche in Württemberg. Namensgeber der Kirche ist Laurentius von Rom.

## Beschreibung
Die Saalkirche besteht aus einem 1618 gebauten Langhaus, das mit einem Krüppelwalmdach bedeckt ist, und einem mittelalterlichen Chorturm auf quadratischem Grundriss im Osten, der mit einem achteckigen Geschoss aus schiefergedeckten Holzfachwerk aufgestockt wurde, das die Turmuhr und den Glockenstuhl beherbergt und das mit einem Helm bedeckt wurde.